# Montcornet (Aisne)
Montcornet ist eine französische Gemeinde mit 1.224 Einwohnern (Stand: 1. Januar 2022) im Département Aisne in der Region Hauts-de-France; sie gehört zum Arrondissement Vervins und zum Kanton Vervins.

## Geographie
Die Gemeinde Montcornet liegt in der Thiérache, etwa 32 Kilometer nordöstlich von Laon an der Serre, in die hier der Hurtaut mündet. Nachbargemeinden von Montcornet sind Chaourse im Westen und Norden, Vincy-Reuil-et-Magny im Norden, Soize im Nordosten und Osten, Montloué im Osten und Südosten, Lislet und Dizy-le-Gros im Süden sowie La Ville-aux-Bois-lès-Dizy im Südwesten.

## Geschichte
Während des deutschen Westfeldzugs mussten die 1. und 2. Panzerdivision am 17. Mai 1940 bei Montcornet einen Halt einlegen, weil beide Einheiten eigenmächtig zu weit vorgerückt waren. Fast zeitgleich rückte die 4. Panzerdivision der Alliierten (4e division cuirassée) unter Charles de Gaulle auf den Ort vor und attackierte die deutschen Truppen. Durch den Einsatz von Sturzkampfbombern der Luftwaffe konnte der Angriff jedoch zurückgeschlagen werden.

### Bevölkerungsentwicklung
| Jahr                       | 1962 | 1968 | 1975 | 1982 | 1990 | 1999 | 2006 | 2011 | 2022 |
| Einwohner                  | 1439 | 1486 | 1623 | 1781 | 1755 | 1690 | 1654 | 1507 | 1224 |
| Quellen: Cassini und INSEE |      |      |      |      |      |      |      |      |      |

## Sehenswürdigkeiten
- Kirche Saint-Martin, Monument historique

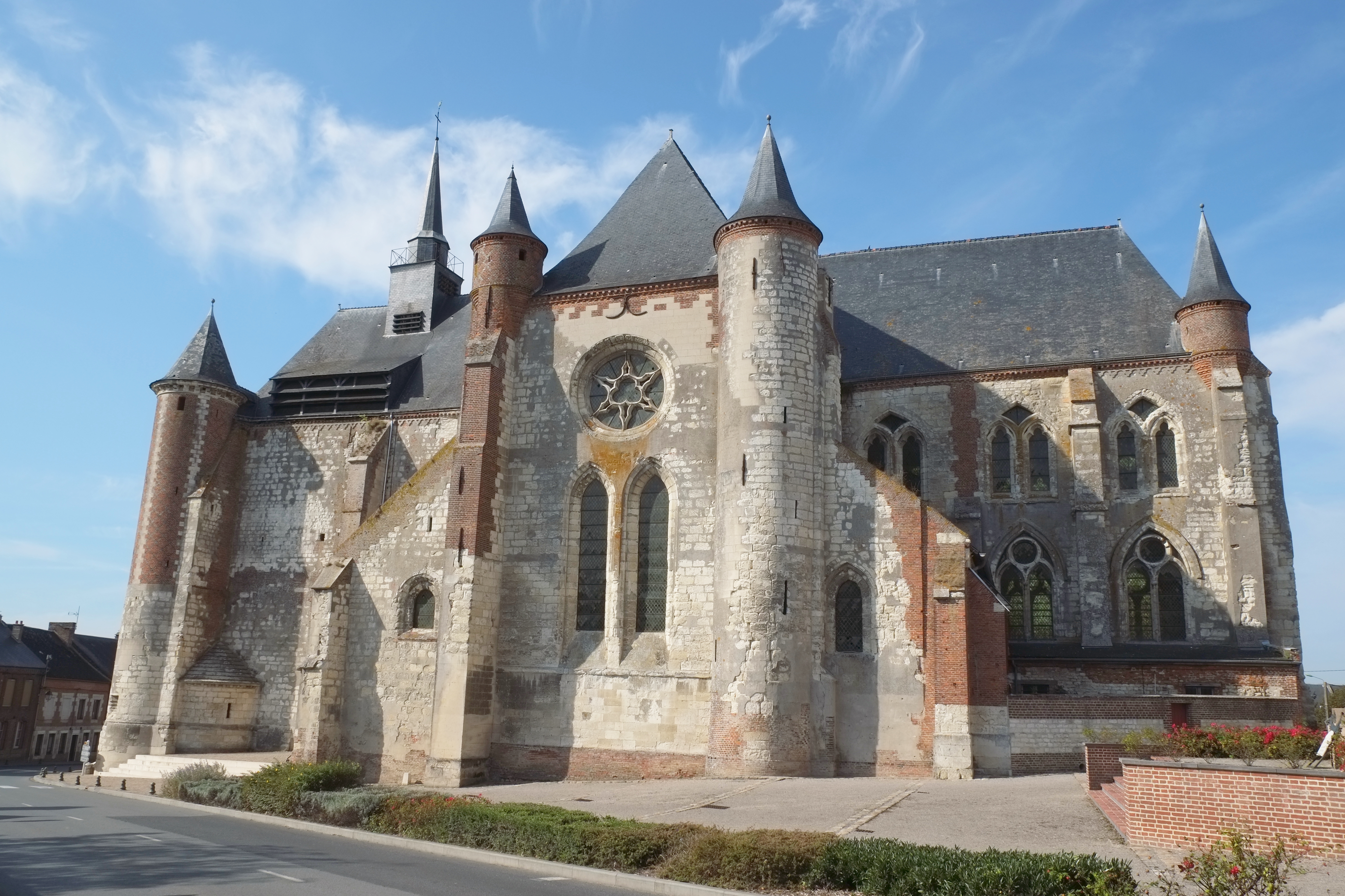
Kirche Saint-Martin
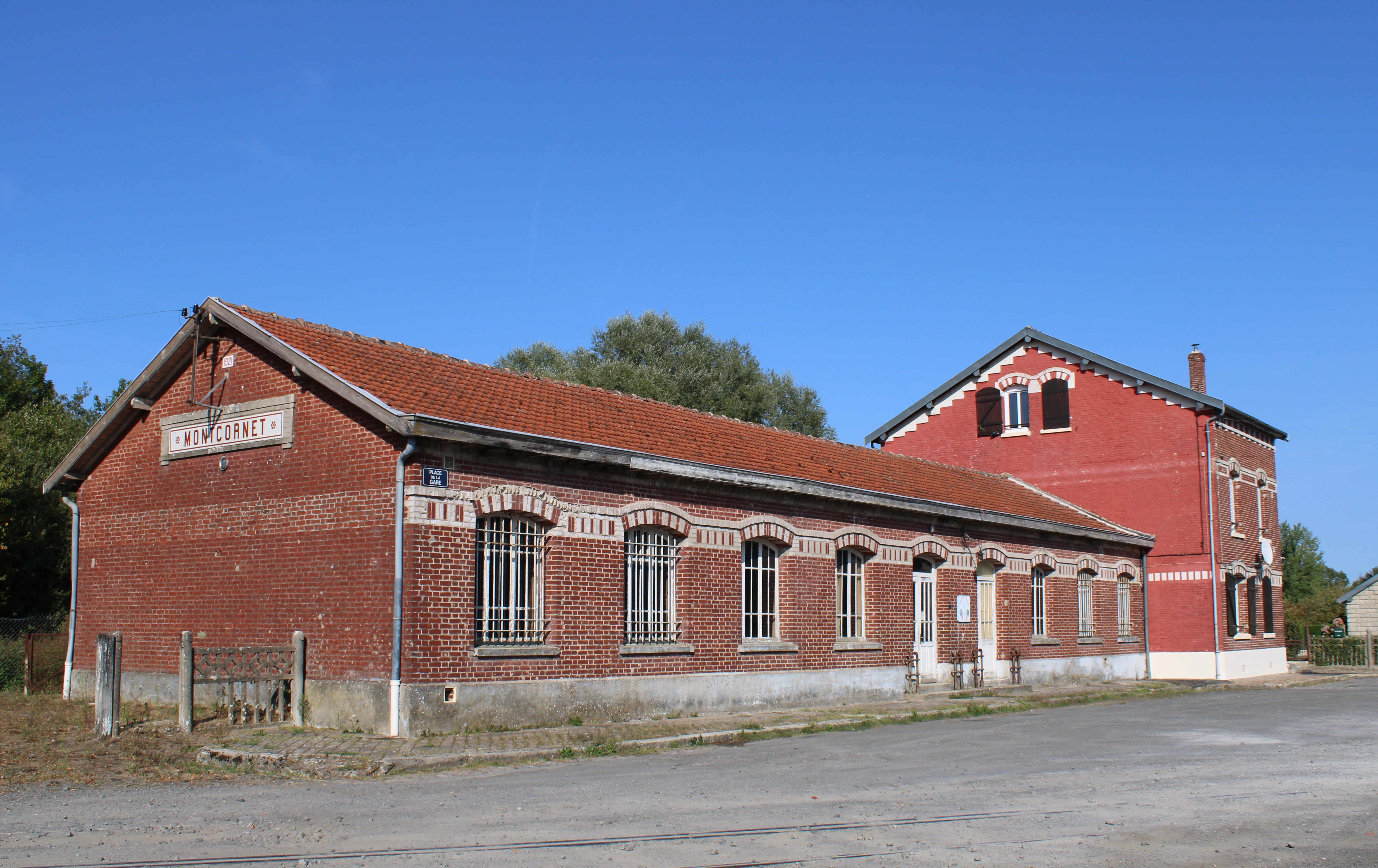
Ehemaliger Bahnhof
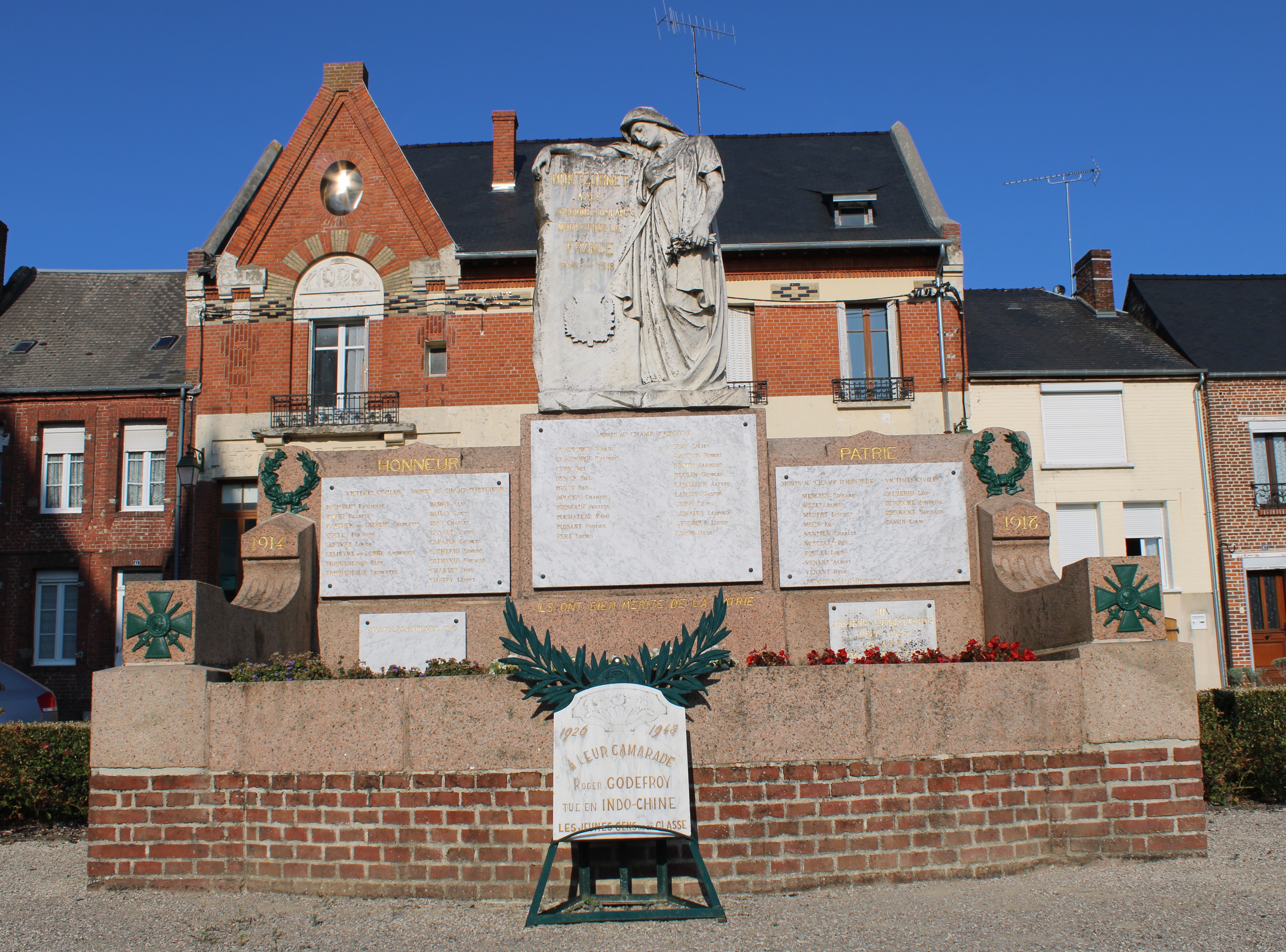
Gefallenendenkmal